# تلمبه حسین‌آباد (کرمان)
تلمبه حسین‌آباد یک منطقهٔ مسکونی در ایران است که در دهستان زنگی‌آباد واقع شده‌است. تلمبه حسین‌آباد ۸۷ نفر جمعیت دارد.